# Nando Rafael
Nando Rafael est un footballeur angolais-allemand, né le 10 janvier 1984 à Luanda en Angola. Il évolue comme attaquant.

## Palmarès
- Borussia Mönchengladbach
  - Champion de 2.Bundesliga en 2008.